# Alejandro Lerroux

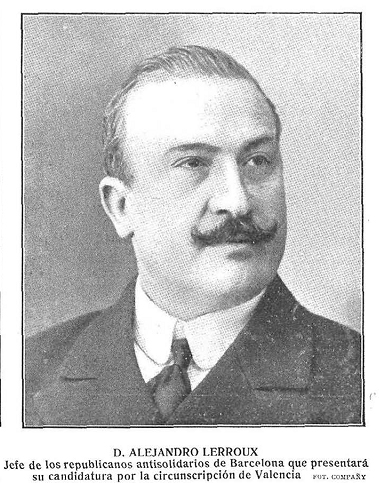
Alejandro Lerroux (voor 1908)

Alejandro Lerroux y Garcia (Córdoba, 4 maart 1864 - Madrid, 25 juni 1949), was een Spaans politicus. Alejandro Lerroux, een overtuigd republikein, richtte het blad El Radical op. In 1901 werd hij voor de linkse radicalen in de Cortes gekozen. Hij viel op door zijn afwijzing van het Catalaanse separatisme. In 1908 richtte hij de Radicale Partij (Partido Radical) op. De Radicale Partij streefde naar een democratische republiek en was voorstander van het vrije ondernemerschap.
Sinds 1908 was Lerroux lid van de bestuursraad van een kredietbank.
Na de staatsgreep van generaal Miguel Primo de Rivera (1923) werd Lerroux door de generaal uitgenodigd om opnieuw zitting te nemen in de Cortes, hetgeen hij echter van de hand wees. Hij begon de dictatuur van de generaal te bestrijden. In april 1931 werd de Spaanse Republiek uitgeroepen. Lerroux, inmiddels naar rechts opgeschoven, werd minister van Buitenlandse Zaken in het kabinet-Azaña. Ontevreden over de socialistische invloed in het kabinet, trad hij echter weer spoedig af.
In september 1933 werd Lerroux interim-premier toen de regering van Manuel Azaña was gevallen. Eind 1933 zocht hij toenadering tot rechts, die in november van dat jaar de verkiezingen hadden gewonnen. Lerroux vormde daarop een coalitieregering van de Partido Radical, de agrariërs en nog enkele andere kleinere rechts partijtjes en de gematigde republikeinen. De grootste partij in de Cortes, de centrumrechtse CEDA van Gil Robles, werd buiten de regering gehouden. De CEDA zou de regering vanuit de Cortes steunen.
In april]1934 trad Lerroux na een financieel schandaal af en werd zijn partijgenoot Ricardo Samper Ibáñez minister-president. Toen Samper in oktober 1934 besloot om de CEDA op te nemen in de regering brak er een landelijke staking uit, die in sommige streken de vorm van een opstand aannam. Lerroux werd opnieuw premier en nam de CEDA op in de regering. Met behulp van de generaals Franco en Goded werd de staking onderdrukt.
In mei 1935 vormde hij zijn laatste kabinet en nam 5 CEDA-ministers op in zijn regering. Omdat zijn naam steeds vaker werd genoemd in financiële schandalen, trad Lerroux in oktober 1935 af. Het was toen ook gedaan met de Partido Radical, die instortte.
Tijdens de Spaanse Burgeroorlog (1936-1939) hield Lerroux zich afzijdig en week in 1936 uit naar Portugal. Na Franco's overwinning keerde Lerroux naar Spanje terug. Hij overleed in 1949 in Madrid.